# Psychopsis krameriana
Psychopsis krameriana är en orkidéart som först beskrevs av Heinrich Gustav Reichenbach, och fick sitt nu gällande namn av Henry Gordon Jones. Psychopsis krameriana ingår i släktet Psychopsis och familjen orkidéer. Inga underarter finns listade i Catalogue of Life.

## Bildgalleri

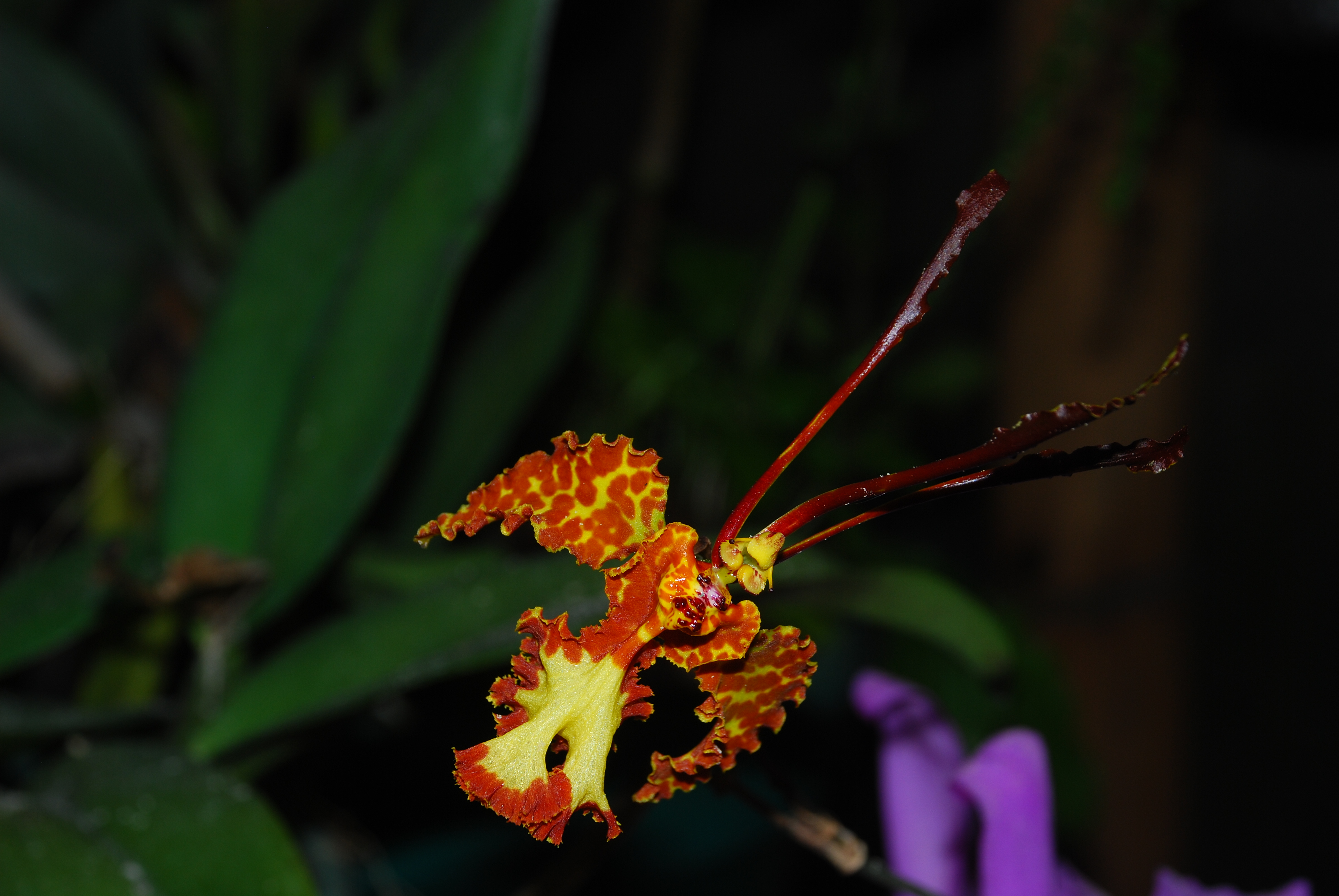
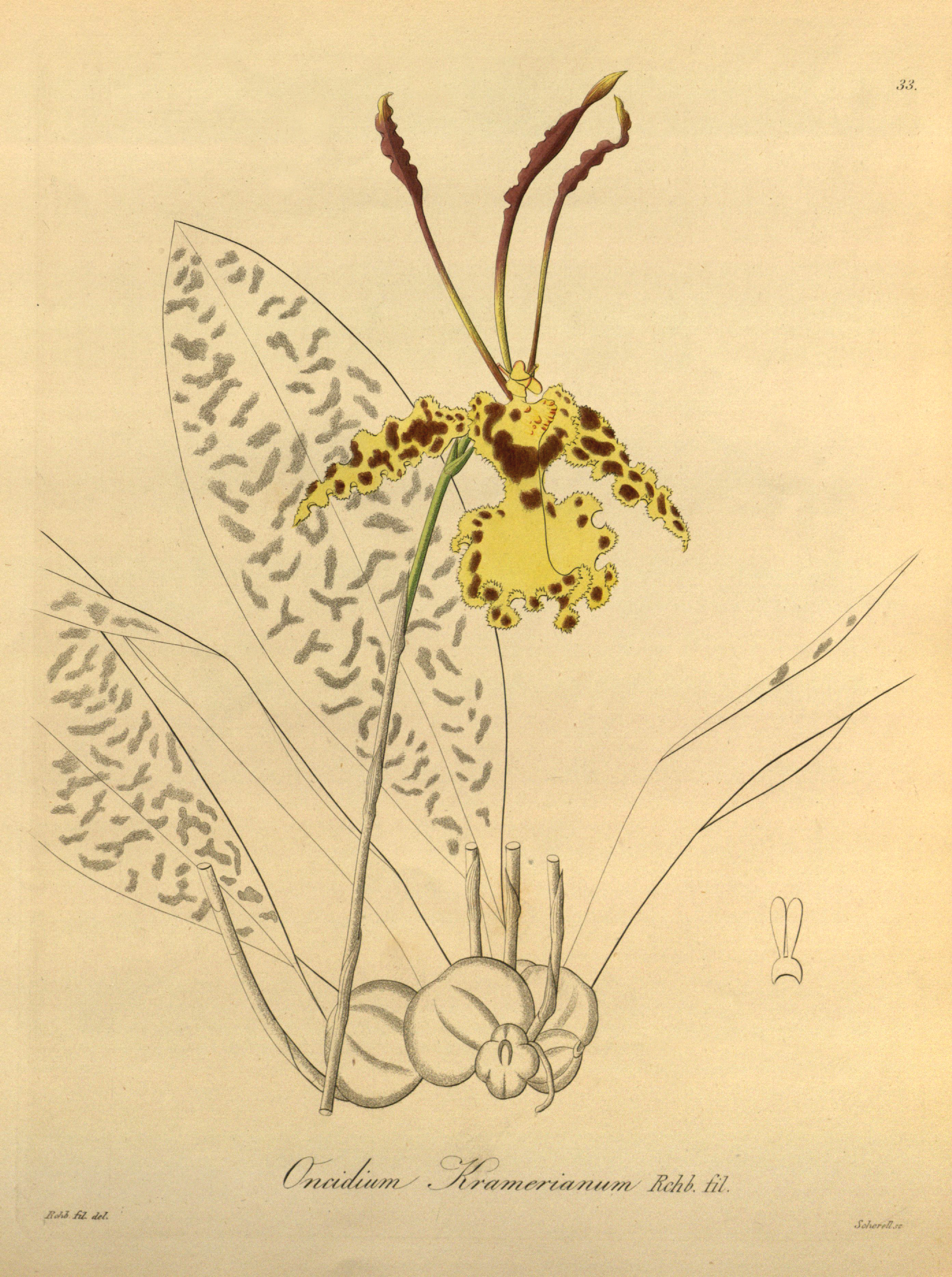